# Langues sarmi-baie de Jayapura
Les langues sarmi-baie de Jayapura sont un groupe de langues de la branche océanienne des langues austronésiennes. 
Elles sont parlées en Indonésie, sur la côte septentrionale de la province de Papouasie. 

## Classification interne
Pour Ross, les langues sarmi et les langues baie de Jayapura, géographiquement séparées forment un seul groupe et font partie de l'ensemble océanien occidental. Ce résultat s'appuie sur la linguistique historique et sur la comparaison de la morphologie de ces langues, par exemple sur les pronoms.
Auparavant, le caractère océanien des langues sarmi avait été établi par Grace (1971), montrant ainsi qu'il s'agit du groupe le plus occidental des langues océaniennes. Mais l'absence de matériaux linguistiques avait empêché Grace d'établir une relation avec les langues austronésiennes de la baie de Jayapura.
Les langues sarmi-baie de Jayapura pourraient être les dernières représentantes d'une migration de l'Est vers l'Ouest, de populations océaniennes, le long de la côte Nord de la Nouvelle-Guinée.

## Liste des langues
Les langues sarmi-baie de Jayapura sont les suivantes :
- Langues baie de Jayapura
  - ormu
  - yotafa ou tobati
  - kayupulau
- Langues sarmi
  - anus
  - bonggo
  - fedan
  - kaptiau
  - liki
  - masimasi
  - mo
  - sobei
  - sunum
  - tarpia
  - yarsun

## Phonologie historique
Le tableau montre l'évolution phonétique du proto-océanien en sarmi-jayapura.
| Français                | Français                | eau                 | hache   | porc   | dent   | femme   | cinq  |
| Proto-océanien          | Proto-océanien          | *(d)ranum           | *paRaRa | *boRok | *nipon | *mapine | *lima |
| Sarmi                   | bonggo                  | dan                 | frai    | poi    | -      | mofin   | rim   |
| Sarmi                   | tarpia                  | dan                 | parar   | por    | nəepo  | mupin   | rim   |
| Sarmi                   | sobei                   | rani                | fera    | pado   | -      | mefne   | dim   |
| Jayapura                | kayapulau               | na                  | -       | poro   | ñoya   | -       | -     |
| Jayapura                | ormu                    | ranu                | -       | poro   | nuya   | moñe    | -     |
| Jayapura                | yotafa                  | nan                 | -       | for    | ñõ     | moiñ    | -     |
| Proto-malayo-polynésien | Proto-malayo-polynésien | *danum, *wahir      | -       | -      | *nipen | *bahi   | *lima |
| Malayo-chamique         | indonésien              | air (danau = "lac") | kampak  | babi   | gigi   | wanita  | lima  |

## Sources
- (en) Lynch, John; Malcolm Ross et Terry Crowley, The Oceanic Languages, Curzon Language Family Series, Richmond, Curzon Press, 2002  (ISBN 0-7007-1128-7)
- (en) Ross, Malcolm, On the Genetic Affiliation of the Oceanic Languages of Irian Jaya, Oceanic Linguistics, 35:2, pp. 259-271, 1996.